# Järnvägstorget, Jönköping
Järnvägstorget är ett torg i Jönköping, som idag snarast är en breddning av Järnvägsgatan. Järnvägstorget anlades omkring 1864 i samband med byggandet av Jönköpings centralstation och färdigställandet av Södra stambanan. År 1848 anlades Järnvägsparken norr om Västra Storgatan mot den kommande järnvägen på den tidigare Förgården till Jönköpings slott.
Järnvägstorget anlades framför järnvägsstationen och dess godsmagasin. Det sträckte sig västerut till Tändsticksbolagets disponentbostad Villa strand och Djurläkarliden, en kort backe upp till Västra Storgatan, numera bortbyggd genom torget Juneporten. En del av det tidigare Järnvägstorget används idag för busstationen vid Jönköpings resecentrum.  
På östra delen av torget låg den 1941 uppförda Jönköpings Droskägareförenings taxistation i ett litet envåningshus.
Järnvägstorget förlängdes på 1970-talet över Tändsticksbolagets tidigare industriområde västerut till Junerondellen vid Talavid.

## Byggnader i urval
- Jönköpings centralstation – ritad av Adolf Wilhelm Edelsvärd och invigd 1864, riven 1983
- Parkgatan 2 – Post- och telegrafhuset i hörnet av Parkgatan och Järnvägstorget, invigt 1908
- Järnvägstorget 3 – Järnvägshotellet (åtminstone från 1878 till 1936 samt från 1950-talet), samt Hotell Häkters (1936–1950-talet). I byggnaden fanns också Hj. Löfgrens Parti- och agenturaffär i slutet av 1910-talet.
- Järnvägstorget 5 – Krönleins Bryggeri, från 1860-talet, rivet 1970
- Järnvägstorget 9 – Gamla Folkets Hus, en tvåvånings träbyggnad, som inköptes 1937 och som användes som Folkets Hus till 1957